# Wołoma
Wołoma (ros. Волома) – osiedle w Rosji, w Karelii, w rejonie mujezierskim. W 2021 liczyła 649 mieszkańców.